# 巴啦啦小魔仙之魔箭公主
《巴啦啦小魔仙之魔箭公主》（英语：Balala the Fairies：Princess Camellia），是中国大陆魔法少女电影《巴啦啦小魔仙之魔法的考验》的续集，也是《巴啦啦小魔仙》系列推出的第三部电影。本片由广州奥飞文化传播有限公司、大银幕（北京）电影发行控股有限公司、北京电视台卡酷少儿卫视联合出品，陈诚导演，翟丽敏、王薇、刘月峰编剧，赵粤、戴萌、赵今麦、刘黛希、香奈儿领衔主演，2015年10月1日上映。

## 剧情简介
波卡波卡王国是个有魔法兽的世界，喜欢魔法兽的公主凯美莉拥有与魔法兽沟通的能力。然而有一天，三只魔法兽突然失控逃走了……为了找回它们，凱美莉來到人类世界，遇到了三位小魔仙。
在小蓝、美琪、美雪的帮助下，凯美莉成功收回两只魔法兽。可第三只，居然在SNH48的演唱会上捣起乱来！凯美莉再次携手小魔仙们，共同击退不听话的魔法兽、救回几位SNH48的成员，更成功制止了神秘幕后黑手精心布局的阴谋。

## 演員列表

### 魔仙堡角色
| 演員          | 角色     | 暱稱／關係／職業       | 國語配音 |
| 戴萌（SNH48） | 魔仙小藍 | 魔仙堡的守護魔仙       | 珠子     |
| 趙今麥        | 凌美琪   | 人間小魔仙，美雪的姐姐 | 梓君     |
| 刘黛希        | 凌美雪   | 人間小魔仙，美琪的妹妹 | 艳芳     |
| 王慧          | 魔仙女王 | 魔仙堡的女王           | 邓杰     |

### 波卡波卡王国角色
| 演員          | 角色       | 暱稱／關係／職業                 | 國語配音 |
| 趙粵（SNH48） | 凱美莉公主 | 波卡波卡王國的公主，凱威國王之女 | 马旭桐   |
| 秦川          | 凱威国王   | 波卡波卡王國的國王，凱美莉的父亲 | 杨凡     |
| 彭東旭        | 凱龍王叔   | 凱威國王的弟弟，凱美莉的叔叔     | 王睿祥   |
| 馬婧          | 莫斯       | 波卡波卡王國的侍女               |          |
| 陳寶欣        | 維嘉       | 波卡波卡王國的侍女               |          |
| 電腦特效      | 多多       | 波卡波卡王國的鳥精靈             |          |

### 雙子星角色
| 演員   | 角色     | 暱稱／關係／職業             | 國語配音 |
| 香奈兒 | 貝貝公主 | 雙子星的公主，雅雅公主的妹妹 | 思琪     |

### 凌家
| 演員   | 角色 | 暱稱／關係／職業 | 國語配音 |
| 榮邵東 | 凌爸 | 美琪、美雪的爸爸 | 高歌     |
| 王元   | 凌媽 | 美琪、美雪的媽媽 | 辛媛     |

### 其他角色
| 演員          | 角色       | 暱稱／關係／職業                           | 國語配音 |
| 趙粵（SNH48） | 爱奇娜     | 英文名：Akira，SNH48的成员，外形酷似凯美莉 |          |
| 黃宥天        | 英雄       | SNH48的經紀人                              |          |
| 吳玉媛        | 莊老師     | 美琪、美雪的班主任                         |          |
| 阎旭沛        | 校董       |                                            |          |
| 张绅文        | 宅男       |                                            | 夏夏     |
| 管琴瑶        | 粉丝面试官 |                                            |          |
| 沈杰          | 卖菜大叔   |                                            | 马浩伦   |
| 李国玺        | 菜档档主   |                                            |          |
| 周莉莉        | 水果档档主 |                                            |          |

## 电影歌曲
| 曲別   | 歌曲名称     | 作词   | 作曲   | 演唱者 | 备注 |
| 主題曲 | 魔法旋律     | 许少荣 | 黎允文 | SNH48  |      |
| 片尾曲 | 巴啦啦小魔仙 | 许少荣 | 黎允文 | A2A    |      |

## 电影场景
- 精灵花园
- 波卡波卡王国
- 双子星王国
- 凌家
- 魔仙堡
- SNH48星梦剧院

## 参加演出
- SNH48 Team X成员：邵雪聪、孙歆文、陈琳、李晶、张丹三、汪束、王晓佳、李钊、闫明筠、宋昕冉、杨韫玉、谢天依
- SNH48应援队：魏逸飞、周诗俊、曹益盟、胡笛、刘沐鑫、宋振华、徐毅铭、易洁、周曼、周诗俊

## 制作团队
- 出品人：蔡东青
- 导演：陈诚
- 编剧：翟丽敏、王薇、刘月峰